# Milford Haven
Milford Haven (en gallois : Aberdaugleddau) est une ville et une communauté du pays de Galles située dans le comté du Pembrokeshire. Environ 13 000 habitants y vivent. On y trouve un port pétrolier et des raffineries.
Son nom gallois, Aberdaugleddau, réfère à la position de la ville à l'estuaire (en gallois : Aber) de deux (dau) rivières appelées Cleddau. Ces deux rivières sont complètement dans le Pembrokeshire et sont connues en anglais comme Western Cleddau et Eastern Cleddau.

## Histoire
En 1172, Henri II (1133-1189), roi d'Angleterre (1154-1189), embarque à Milford Haven pour conquérir l'Irlande.

## Économie
L'industrie chimique est très importante à Milford Haven. Il y a quelques raffineries du pétrole dans la région, avec un des terminaux de gaz naturel liquéfié les plus grands du monde.

## Démographie
| Évolution de la population, |       |       |       |       |       |       |       |       |       |        |        |        |        |        |        |
| Année                       | 1841  | 1851  | 1861  | 1871  | 1881  | 1891  | 1901  | 1911  | 1921  | 1931   | 1951   | 1961   | 1971   | 2001   | 2011   |
| Habitants                   | 2 377 | 2 837 | 3 007 | 2 836 | 3 812 | 4 070 | 5 102 | 6 399 | 7 772 | 10 104 | 11 710 | 12 802 | 13 760 | 13 096 | 12 440 |

## Personnalités liées à la communauté
- Arthur Symons (1865-1945), écrivain gallois né à Milford Haven,
- Helen Watts (1927-2009), contralto galloise aussi née à Milford Haven.